# 伊藤祐重
伊藤 祐重（いとう すけしげ）は、戦国時代の武将、美濃舟岡城主。土岐家の家臣。

## 経歴
美濃舟岡城主の伊藤祐徳（すけのり）の子。別名は祐成（すけなり）。
土岐政房、土岐頼芸に仕え、主馬　伊勢守に任ぜられた。天文11年大桑城の合戦で討死。
家督は子・盛景が継いだ。